# Guizé (província)
Guizé ou Gizé (em árabe: محافظة الجيزة; romaniz.: Muḥāfaẓah Al Jizah) é uma província (moafaza) do Egito com capital em Guizé. Possui 13 184 quilômetros quadrados e segundo censo de 2018, havia 8 831 714 habitantes.